# Ferruzzano
Ferruzzano este o comună din provincia Reggio Calabria, regiunea Calabria, Italia, cu o populație de 758 locuitori (1 ianuarie 2023) și o suprafață de 19,11 km².

## Demografie
Ferruzzano - evoluția demografică

|  | Graficele sunt indisponibile din cauza unor probleme tehnice. Mai multe informații se găsesc la Phabricator și la wiki-ul MediaWiki. |

Date: Recensăminte sau birourile de statistică - grafică realizată de Wikipedia